# Tom Ruegger
Pour les articles homonymes, voir Rüegger.
Tom Ruegger est un producteur, scénariste, compositeur et réalisateur américain né le 4 avril 1954 à Plainfield, New Jersey (États-Unis).

## Filmographie

### comme producteur
- 1985 : Les Treize Fantômes de Scooby-Doo (The 13 Ghosts of Scooby-Doo) (série télévisée)
- 1990 : Les Tiny Toons ("Tiny Toon Adventures") (série télévisée)
- 1991 : Taz-Mania, le diable de Tasmanie ("Taz-Mania") (série télévisée)
- 1992 : Les Vacances des Tiny Toon (Tiny Toon Adventures: How I Spent My Vacation) (vidéo)
- 1992 : The Daffy Duck Show (série télévisée)
- 1993 : Les Animaniacs ("Steven Spielberg Presents Animaniacs") (série télévisée)
- 1993 : Batman, la vengeance du fantôme (Batman: Mask of the Phantasm)
- 1996 : Road Rovers (série télévisée)
- 1998 : Histeria! (série télévisée)
- 1999 : Wakko's Wakko en folie (Wakko's Wish) (vidéo)
- 2018 : Bienvenue chez les Loud (The Loud House) (série télévisée)

### comme scénariste
- 1998 : Histeria! (série télévisée)
- 1992 : Les Vacances des Tiny Toon (Tiny Toon Adventures: How I Spent My Vacation) (vidéo)
- 1994 : I'm Mad
- 1999 : Wakko's Wakko en folie (Wakko's Wish) (vidéo)

### comme compositeur
- 1990 : Les Tiny Toons ("Tiny Toon Adventures") (série télévisée)
- 1995 : Minus et Cortex ("Pinky and the Brain") (série télévisée)
- 1995 : Freakazoid! (série télévisée)

### comme réalisateur
- 1999 : Wakko's Wish (vidéo)

### comme coproducteur
- 1990-1995 : Canaille Peluche (émission télévisée)